# 3rd Regiment Alabama Infantry
Le  3rd Regiment Alabama Infantry est un régiment d'infanterie qui sert dans l'armée confédérée pendant la guerre de Sécession. La 3rd Alabama se compose principalement d'hommes des comtés de l'Alabama d'Autauga, Coosa, Lowndes, Macon, Mobile et Montgomery.

## Service
La 3rd Alabama est rassemblé à Montgomery, en Alabama, en avril 1861.
Au début de la guerre, le régiment est affecté dans la brigade de William Mahone au sein du département de Norfolk commandé par Benjamin Huger(p3). Il combat dans certaines des plus sanglantes batailles de la guerre de Sécession, y compris Seven Pines, Fredericksburg, Chancellorsville, Antietam, Gettysburg et la Wilderness.

### Gettysburg
La 3rd Alabama combat principalement le premier jour de la bataille, le 1er juillet 1863 sur la zone du champ de bataille connu comme Oak Ridge, plus précisément sur la partie de la crête d'Oak Hill. Un monument pour le 3rd est situé à Oak Hill sous le nom de la brigade d'O'Neal, et comprend les autres régiments de l'Alabama des 5th, 6th, 12th et 26th régiments d'infanterie.
À la fin de la guerre, le régiment se rend à Appomattox Court House.

## Force totale et nombre de victimes
Le 3rd Alabama comprend au début de la guerre 1 651 hommes sur ses registres. Sur ces hommes, 260 sont tués lors des batailles, 119 pendant le service, et 605 sont libérés ou transférés. Le régiment subit de lourdes pertes à Chancellorsville et Gettysburg.